# William Masters
William Howell Masters (ur. 27 grudnia 1915 w Cleveland, zm. 16 lutego 2001) – amerykański seksuolog, ginekolog. Pionier badań nad seksualnością człowieka. Wspólnie z Virginią Johnson zbadał laboratoryjnie fizjologie ludzkich reakcji seksualnych. Współtwórca linearnego 4 fazowego modelu reakcji seksualnej, zakładającego progresywne następowanie po sobie czterech faz: podniecenia (ang. Excitation), plateau (ang. Plateau), orgazmu (ang. Orgasm) i odprężenia (ang. Resolution) (model EPOR).

## Życiorys
W 1938 roku rozpoczął studia z zakresu medycyny na University of Rochester, ukończył je w 1943 roku. Podczas studiów medycznych zainteresował się pracami seksuologa Alfreda Kinseya. Ze względu na zainteresowanie badaniami w zakresie seksualności wybrał jako specjalizację ginekologię, odbył staż w szpitalu w Saint Louis. W 1947 został zatrudniony jako pracownik naukowy na Washington University na wydziale medycyny. Publikował wiele artykułów naukowych m.in. na temat terapii hormonalnej po menopauzie.
W 1954 rozpoczął badania laboratoryjne nad seksualnością. Początkowo rekrutował do badań prostytutki. Z czasem jednak uznał, że niemożliwe jest badanie „normalnej” seksualności na podstawie badań prostytutek. Zorganizował 11 letnie badanie z udziałem 382 kobiet i 312 mężczyzn. Badani byli w wieku od 18 do 89 lat. Udział w badaniach był płatny. Dla pomiaru reakcji fizjologicznych używał m.in. elektroencefalografu, elektrokardiografu.
W 1956 roku William Masters nawiązał współpracę z Virginią Johnson, wówczas studentką socjologii. Z początku Johnson pomagała w prowadzeniu wywiadów i wyborze badanych. Wynikiem wspólnych długoletnich badań była książka Human Sexual Response (1966). Książka była trudna w lekturze, wypełniona medyczną terminologią. Wydawca promował ją wyłącznie wśród lekarzy. Mimo to publikacja zyskała ogromny rozgłos. Johnson i Masters rozpoczęli podróże po USA z serią wykładów, na których prezentowali wyniki swoich badań. W książce Masters i Johnson przedstawili model reakcji seksualnej zakładający progresywne następowanie po sobie czterech faz: podniecenia (ang. Excitation), plateau (ang. Plateau), orgazmu (ang. Orgasm) i odprężenia (ang. Resolution) (model EPOR).
Od 1959 Masters wspólnie z Johnson prowadzili doradztwo dla par w zakresie seksuologii. W drugiej wydanej przez parę książce Human Sexual Inadequacy (1970) omawiają typowe problemy par, m.in. impotencje. W 1970 roku Masters rozwiódł się ze swoją żoną i wziął ślub z Virginią Johnson. W 1979 opublikowali książkę na temat homoseksualizmu Homosexuality in Perspective. Masters uważał błędnie, że jest w stanie wyleczyć homoseksualizm.